# Ferry Pass
Ferry Pass es un lugar designado por el censo ubicado en el condado de Escambia en el estado estadounidense de Florida. En el Censo de 2010 tenía una población de 28.921 habitantes y una densidad poblacional de 532,19 personas por km².

## Geografía
Ferry Pass se encuentra ubicado en las coordenadas 30°31′26″N 87°11′38″O / 30.52389, -87.19389. Según la Oficina del Censo de los Estados Unidos, Ferry Pass tiene una superficie total de 54.34 km², de la cual 36.1 km² corresponden a tierra firme y (33.57%) 18.24 km² es agua.

## Demografía
Según el censo de 2010, había 28.921 personas residiendo en Ferry Pass. La densidad de población era de 532,19 hab./km². De los 28.921 habitantes, Ferry Pass estaba compuesto por el 76.85% blancos, el 15.33% eran afroamericanos, el 0.67% eran amerindios, el 2.19% eran asiáticos, el 0.04% eran isleños del Pacífico, el 1.64% eran de otras razas y el 3.27% pertenecían a dos o más razas. Del total de la población el 5.88% eran hispanos o latinos de cualquier raza.